# Троїцьке (Самарівський район)
Тро́їцьке — село в Україні, в Перещепинській міській громаді Самарівського району Дніпропетровської області. Населення за переписом 2001 року становить 143 особи.

## Географія
Село Троїцьке знаходиться на відстані 2,5 км від селища Миролюбівка. По селу протікає пересихаючий струмок з загатою. Поруч проходить автомобільна дорога М18 (E105).

## Населення

### Мова
Розподіл населення за рідною мовою за даними перепису 2001 року:
| Мова       | Кількість | Відсоток |
| ---------- | --------- | -------- |
| українська | 130       | 90.91%   |
| російська  | 13        | 9.09%    |
| Усього     | 143       | 100%     |